# Tomislav Erceg
Tomislav Erceg (Split, 22 oktober 1971) is een voormalig Kroatisch voetballer.

## Kroatisch voetbalelftal
Tomislav Erceg debuteerde in 1997 in het Kroatisch nationaal elftal en speelde 4 interlands, waarin hij 1 keer scoorde.